# Labastide-d'Anjou
Labastide d'Anjou é uma comuna francesa na região administrativa de Occitânia, no departamento de Aude. Estende-se por uma área de 8,57 km². Em 2010 a comuna tinha 1 322 habitantes (densidade: 154,3 hab./km²).